# La Feuille au vent
La Feuille au vent est une comédie de situation québécoise en douze épisodes de 26 minutes diffusée du 8 décembre 1953 au 16 février 1954 à la Télévision de Radio-Canada.

## Distribution
- Jacques Auger : M. Bellavance
- Raymond Lévesque : Louis-Émile Lambert
- Aimé Major : Denis Longpré
- Juliette Béliveau : Rose Labrie
- Lucille Dansereau : Denise Bellavance
- Marjolaine Hébert : Mimi
- Marcel Gamache : Hugues Grimard

## Fiche technique
- Réalisation : Roger Barbeau
- Scénarisation : Albert Brie
- Société de production : Société Radio-Canada